# Filefjell

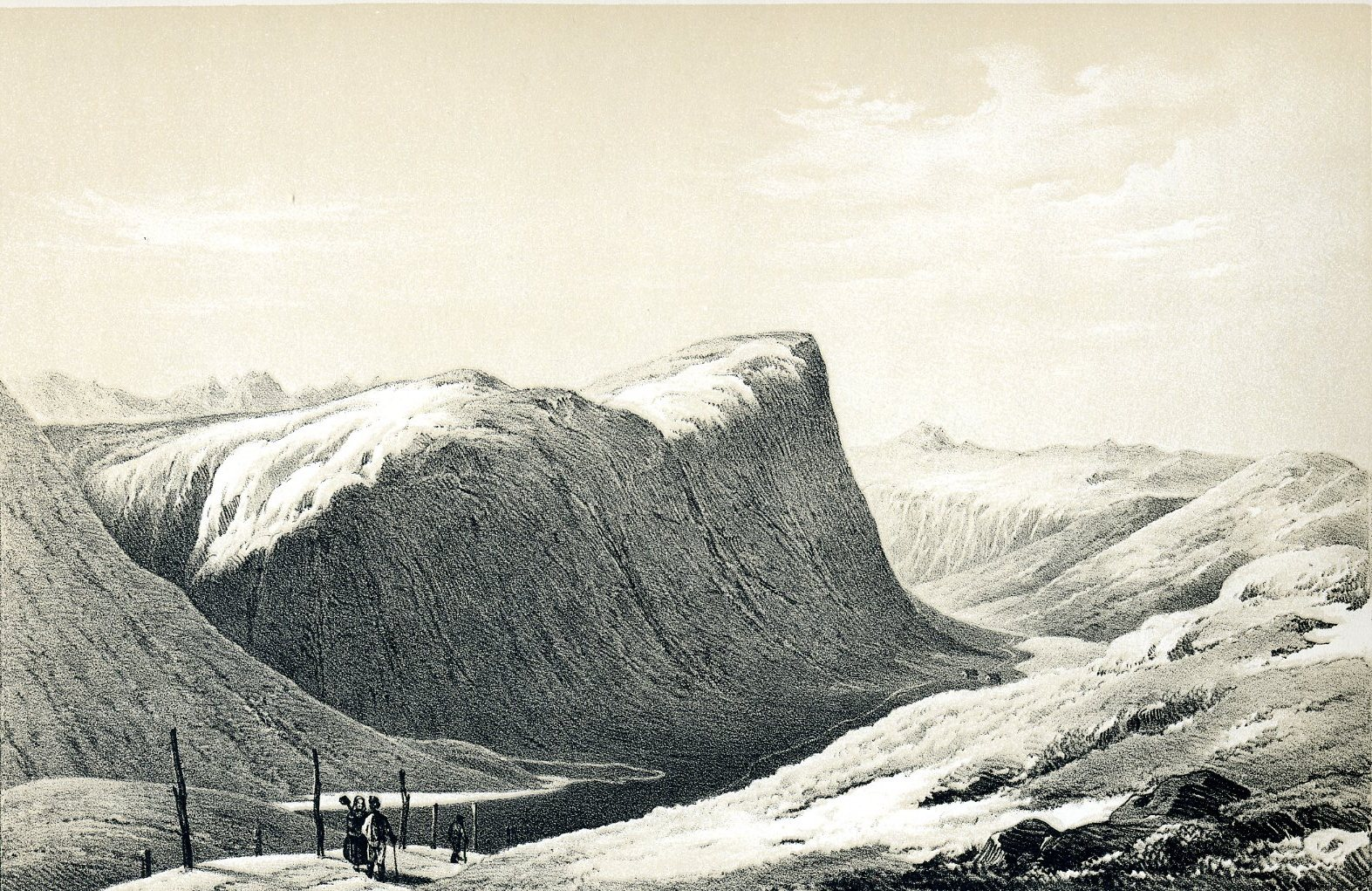
Nystuen på Filefjell. Från Norge fremstillet i billeder (1848)

Filefjell (eller Fillefjell) är ett fjällmassiv, som ligger mellan Vangs kommun i Valdres i Opplands fylke och Lærdals kommun i Sogn og Fjordane fylke och in i Hemsedal kommun i Buskerud, söder om Jotunheimen. Dess högsta topp är Høgeloft på 1920 meter över havet och Suletinden (1 781 m) är en annan.
Över Filefjell leder genom Smeddalen den äldsta huvudvägen mellan Østlandet og Vestlandet, den Gamle Kongevegen. Innan väg byggdes var högsta passhöjden är 1 250 m. Posttrafiken mellan Kristiania (Oslo) och Bergen gick över fjället från år 1647 och den var rid- och klövjestig fram till år 1793 då en med vagn körbar väg öppnades på den besvärliga och delvis branta sträckan mellan Vang och Lærdalsøyri. Delar av den Gamle Kongevegen över fjället är fortfarande huvudväg, numera kallad E16. Sedan oktober 2017 är vägen öppen för trafik året runt med bland annat vindskydd och tunnlar. Filefjellpasset var förr det minst väderkänsliga av fjällövergångarna mellan Oslo och Bergen. Vid vägen fanns från gammalt två skjutsstationer, nämligen den gamla,"Maristova" Maristuen (från omkring 1390) och Nystuen omnämnd omkring 1630 på var sin sida om passet.
Den Gamle Kongevegen är numera en drygt 10 mil lång vandringsbar så kallad kulturstig som iordningställts av Statens Vegvesen och intressenter